# Kannavioú
Kannavioú är en ort i Cypern.   Den ligger i distriktet Eparchía Páfou, i den västra delen av landet, 80 km väster om huvudstaden Nicosia. Kannavioú ligger 324 meter över havet och antalet invånare är 169. Den ligger på ön Cypern.
Terrängen runt Kannavioú är kuperad.Trakten runt Kannavioú är glesbefolkad, med 8 invånare per kvadratkilometer. Närmaste större samhälle är Émpa, 17,9 km sydväst om Kannavioú. Trakten runt Kannavioú består till största delen av jordbruksmark.